# Wybudowanie Chojnickie
Wybudowanie Chojnickie (Chojniczki-Wybudowanie) – część wsi Chojniczki w Polsce, położona w województwie pomorskim, w powiecie chojnickim, w gminie Chojnice.
wchodzi w skład sołectwa Chojniczki.
Połączenie z centrum Chojnic umożliwiają autobusy komunikacji miejskiej (linia nr 2).
Wybudowanie Chojnickie położone jest w sąsiedztwie północnej granicy administracyjnej miasta Chojnice.
W latach 1975–1998 Wybudowanie Chojnickie administracyjnie należało do województwa bydgoskiego
W znajdującej się nieopodal chojnickiego "Lasku Miejskiego" Dolinie Śmierci, na wschód od miejscowości, na tzw. Polach Igielskich Niemcy podczas okupacji rozstrzelali około 2000 mieszkańców Chojnic i okolic (już w pierwszych trzech miesiącach okupacji ok. 500 mieszkańców Chojnic i powiatu a w roku 1944 około 800 powstańców warszawskich). Zwłoki pomordowanych przez Niemców pochowano w drugiej połowie roku 1944 na Cmentarzu Ofiar Hitlerowskich przy ulicy Gdańskiej w Chojnicach.